# パターソン駅 (ニューヨーク州)
パターソン駅（Patterson）は、ニューヨーク州パットナム郡パターソンにあるメトロノース鉄道の駅。

## 概要
メトロノース鉄道のハーレム線の駅である。ディーゼル区間であり、ピーク時以外でこの駅からニューヨーク州にあるグランド・セントラル駅に行くためにはサウスイースト駅で乗換えをしなければいけない。

## 利用可能な鉄道路線／列車
メトロノース鉄道：
■ハーレム線

## 駅構造
1面1線（単式）のホームを持つ地上駅である。
| のりば | 路線        | 方向 | 行先                                      | 備考 |
| ------ | ----------- | ---- | ----------------------------------------- | ---- |
| 1      | ■ハーレム線 | 下り | ワセイク方面                              |      |
| 1      | ■ハーレム線 | 上り | サウスイースト / グランド・セントラル方面 |      |

## 隣の駅
メトロノース鉄道
■ハーレム線
サウスイースト - パターソン - ポーリング